# یواس‌اس دیکیتر (دی‌دی‌جی-۷۳)
یواس‌اس دیکیتر (دی‌دی‌جی-۷۳) (به انگلیسی: USS Decatur (DDG-73)) یک کشتی است که طول آن ۵۰۵ فوت (۱۵۴ متر) می‌باشد. این کشتی در سال ۱۹۹۶ ساخته شد.